# Casetas de Ciriza
Casetas de Ciriza (Ziritzako etxeak en euskera y cooficialmente) es un caserío español del municipio de Valle de Yerri (Navarra), enclavado en el facero de Ciriza, perteneciente a los concejos de Azcona y Arizaleta. 

## Localización
Está en el cruce de las carreteras NA-700 y NA-7330. 

## Toponimia
El topónimo es de origen vasco y significa ‘lugar donde abundan los palos’, de ziri ‘cuña, clavija, palo’ más el sufijo abundancial -tza.
Variantes atestiguadas en documentos antiguos: Cerissa, Ceriça (1274, NEN); Cirissa, Ciriça (1274, NEN); Çuriça (1280, NEN).

## Demografía
Contaba con 1 habitantes en 2024. 

## Economía
Tiene un polígono industrial, donde se aloja la empresa Cervebel, importadora de cervezas belgas. También tiene un centro de salud privado llamado Zuhaizpe.